# Tricentra citrinaria
Tricentra citrinaria là một loài bướm đêm trong họ Geometridae.